# Asem Raja
Asem Raja is een bestuurslaag in het regentschap Sampang van de provincie Oost-Java, Indonesië. Asem Raja telt 1727 inwoners (volkstelling 2010).